# Cornelia Füllkrug-Weitzel
Cornelia Füllkrug-Weitzel (født 12. maj 1955 i Bad Homburg vor der Höhe) er en teolog og politiker for SPD. Hun er direktør i hjælpeorganisationen Brot für die Welt (Brød for verden) og Diakonie Katastrophenhilfe (Diakoni katastrofehjelp). 
Ved Valget i Tyskland 2013 blev hun udnævnt som medlem af kanslerkandidat Peer Steinbrücks kompetenceteam med udviklingshjælp og humanitær bistand som opgaver.
Cornelia Füllkrug-Weitzel blev i 2007 tildelt Bundesverdienstkreuz med bånd.